# 呂号第三潜水艦
|          |                                                              |
| 艦歴     |                                                              |
| 計画     | 大正6年度計画                                                |
| 起工     | 1919年10月28日                                               |
| 進水     | 1921年3月10日                                                |
| 就役     | 1922年7月15日                                                |
| 除籍     | 1932年4月1日                                                 |
| その後   | 1933年12月15日雑役船編入、橋船に指定、公称第3020号と改名     |
| 性能諸元 |                                                              |
| 排水量   | 基準：689トン 常備：740トン 水中：1,047トン                  |
| 全長     | 65.58m                                                       |
| 全幅     | 6.07m                                                        |
| 吃水     | 4.04m                                                        |
| 機関     | フィアット式ディーゼル2基2軸 水上：2,600馬力 水中：1,200馬力 |
| 速力     | 水上：14.27kt 水中：8.01kt                                   |
| 航続距離 | 水上：10ktで3,500海里 水中：4ktで75海里                      |
| 燃料     | 重油                                                         |
| 乗員     | 43名                                                         |
| 兵装     | 機銃1挺 45cm魚雷発射管 艦首3門、艦尾2門 魚雷8本              |
| 備考     | 安全潜航深度：30.5m                                          |

呂号第三潜水艦（ろごうだいさんせんすいかん）は、日本海軍の潜水艦。呂三型潜水艦（F2型）の1番艦。竣工時の艦名は第三十一潜水艦。

## 艦歴
1919年（大正8年）10月28日、神戸川崎造船所で起工。1921年（大正10年）3月10日進水。1922年（大正11年）7月15日竣工。竣工時の艦名は第三十一潜水艦、二等潜水艦に類別。1924年（大正13年）11月1日、呂号第三潜水艦に改称。1932年（昭和7年）4月1日に除籍。1933年（昭和8年）12月15日に雑役船に編入、橋船となり公称第3020号と改名した。
呂一型潜水艦よりも速力が3ノット低下し、艦隊に随伴する能力がないと判断され、鎮守府の警備艦として使用された。

## 歴代艦長
※艦長等は『日本海軍史』第9巻・第10巻の「将官履歴」及び『官報』に基づく。

### 艤装員長
- （心得）塹江乙矢 大尉：1921年4月1日[4] - 1922年7月15日[5]

### 艦長
- （心得）塹江乙矢 大尉：1922年7月15日[5] -
- （心得）岩高賢治 大尉：1922年12月1日[6] - 1925年6月22日[7]
- （兼）高橋真十郎 中佐：1925年6月22日[7] - 8月1日[8]
- 小林三良 少佐：1925年8月1日[8] - 1925年12月1日[9]
- 吉富説三 少佐：1925年12月1日 - 1926年11月5日